# Vulpes skinneri
Vulpes skinneri ist eine ausgestorbene Art der Echten Füchse.  Sie lebte vor rund 2 Millionen Jahren im frühen Pleistozän auf dem Gebiet des heutigen Südafrikas und glich in der Körpergröße dem Kapfuchs. Die Überreste von Vulpes skinneri umfassen einige wenige Knochenfragmente und stammen aus der Malapa-Höhle im Norden Südafrikas. Sie zeigen die typische Morphologie der Gattung Vulpes, was darauf hindeutet, dass Vulpes skinneri wohl eine ähnliche Lebensweise hatte.
Die Art wurde 2013 von einer Paläontologengruppe unter Leitung von Adam Hartstone-Rose beschrieben. Ihre Stellung innerhalb der Gattung Vulpes ist unklar.

## Merkmale
Auf Basis des erhaltenen Knochenmaterials lässt sich nur wenig über das Aussehen von Vulpes skinneri sagen. Der hintere Teil des Kiefers hat ähnliche Dimensionen wie der des Kapfuchses. Die Proportionen der Bezahnung ähneln allerdings viel stärker denen des Fenneks, wenngleich V. skinneri deutlich größer war.
Von den Zähnen sind lediglich der vierte untere Prämolar, der erste und zweite untere Molar sowie die Sockel des zweiten und dritten Molars  des Unterkiefers bekannt. Der Prämolar weist wie bei den meisten anderen Hunden dieser Größe keinen mesialen Nebenhöcker auf. Er besitzt ein deutliches, scharfes Postcingulid, anders als alle anderen bekannten Kleincaniden aber keinen distalen Nebenhöcker. Der erste Molar wirkt längs gestaucht und dadurch sehr hoch. Meta- und Paraconid hatten wahrscheinlich die gleiche Höhe. Das Hypoconid überragt knapp das Entoconid und steht dicht neben einem Hypoconulid. Letzteres hebt sich wiederum deutlich vom Entoconid ab. Der zweite untere Molar weist vier Höcker auf und besitzt ein Cingulum, das sich wangenseitig stark nach außen wölbt. Das Trigonid ist dadurch breiter als das Talonid. Protocionid und Metaconid sind in etwa gleich hoch. Das Entoconid ist etwas höher als das Hypoconid, mit dem es durch ein markantes Postentoconulid verbunden ist. Darüber hinaus besaß V. skinneri keine Cingulide oder Cuspulide am unteren zweiten Molar.

## Fundort, Fossilmaterial und Stratigraphie

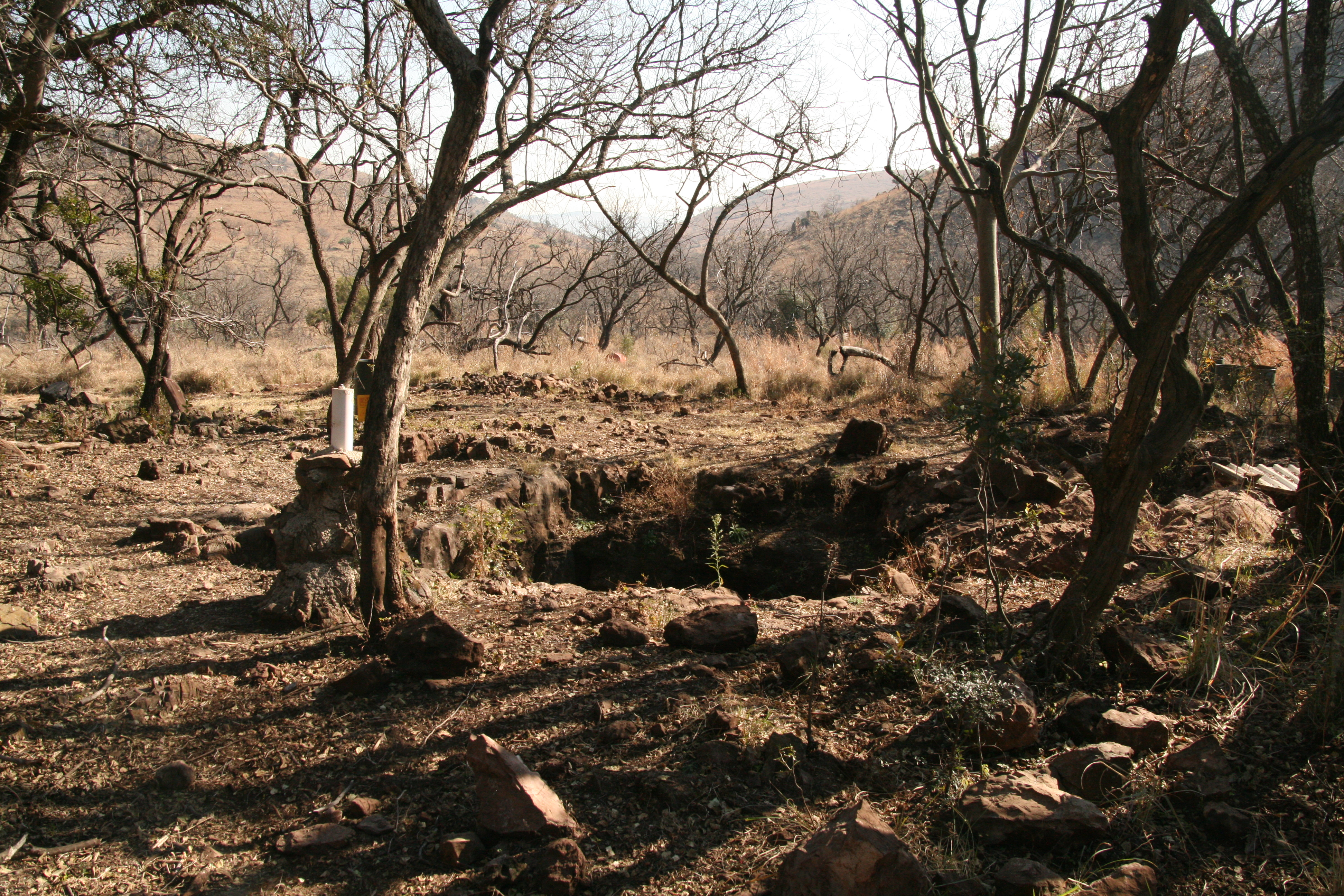
Die Malapa-Höhle, Typlokalität von Vulpes skinneri

Die Überreste von Vulpes skinneri gehörten zu den ersten Knochen, die in der südafrikanischen Malapa-Höhle nach deren Entdeckung 2008 gefunden wurden. Bei den bekannten Funden handelt es sich um den hinteren Bruchteil eines linken Unterkiefers, einen linken zweiten Molar, der wohl aus diesem Unterkiefer stammt, sowie eine linke Rippe. Der Ablagerungszeitraum der Knochen in der Malapa-Höhle wird auf das frühe Pleistozän (1,977 mya) datiert.

## Ökologie
Über den Lebensraum von Vulpes skinneri ist nur wenig bekannt. Wahrscheinlich war er zu seinen Lebzeiten bewaldet.  Ihr Habitat teilte sich die Art offenbar mit anderen in der Malapa-Höhle gefundenen Tieren wie etwa Australopithecus sediba,  Dinofelis barlowi, Leoparden (Panthera pardus), Schwarzfußkatzen (Felis nigripes) und Schabrackenhyänen (Parahyaena brunnea).

## Systematik
Die heute Vulpes skinneri zugewiesenen Knochen wurden zunächst als Vulpes cf. chama in die Nähe des Kapfuchses gestellt. Ein detaillierter Vergleich des Zahnmaterials mit anderen Fuchsarten führte Adam Hartstone-Rose, Brian F. Kuhn, Shahed Nalla, Lars Werdelin und Lee R. Berger zu dem Schluss, dass es sich um eine eigenständige Art der Gattung Vulpes handeln müsse. Im Andenken an John Dawson Skinner und dessen Erforschung der afrikanischen Säugetierfauna wählten sie skinneri als Artepitheton. Über die Zugehörigkeit zu Vulpes hinaus trafen sie keine nähere systematische Einordnung der Art.